# 山榄叶柿
山榄叶柿（学名：Diospyros siderophylla）为柿科柿属下的一个种。

## 扩展阅读
- 維基物種上的相關：山榄叶柿